# What a Feelin'
What a Feelin' é o segundo álbum de estúdio da cantora e compositora Irene Cara. Lançado em novembro de 1983, este álbum é dominado por músicas dance-pop e euro disco, sendo produzidas pelo lendário produtor Giorgio Moroder. Muitas das canções foram co-escritas por Cara.
Embora o álbum foi um sucesso graças a seus singles, ele esforçou-se para ficar no top 100 da Billboard e no 200 álbuns. Críticos da Allmusic especularam que devido ao fato do álbum ter sido lançado no final de 1983 e o grande single do álbum, "Flashdance... What a Feeling" ter sido lançado no início da primavera de 1983, e as pessoas já tinham comprado cópias do single ou do álbum da trilha sonora do filme Flashdance.

## Singles
"Flashdance... What a Feeling" foi o primeiro, embora não oficial, lançado em abril de 1983. Chegou a #1 na Billboard Hot 100 em 28 de maio de 1983 onde permaneceu por seis semanas e foi também um grande sucesso em todo o mundo. "Why Me?" foi o segundo, e primeiro single oficial lançado em outubro de 1983. O single estreou na Billboard Hot 100 em 22 de outubro de 1983, e permaneceu por 15 semanas, alcançando a posição #13 no dia 3 de dezembro de 1983.
"The Dream (Hold on to Your Dream)" foi o terceiro single do álbum, a canção foi destaque no filme D.C. Cab. Ele entrou na parada da Billboard em 10 de dezembro de 1983, e alcançou a #37 posição em 11 de fevereiro de 1984, permanecendo nas paradas por um total de 14 semanas. "Breakdance" foi o quarto single do álbum, lançado em março de 1984. Ele entrou na parada em 24 de março de 1984, e permaneceu num total de 19 semanas. Ele alcançou a #8 posição em 9 de junho de 1984.
"You Were Made for Me" foi o último single do álbum e a última canção de Cara a entrar na parada da Billboard Hot 100. Estreou na parada em 28 de julho de 1984 e alcançou a #78 posição em 11 de agosto do mesmo ano. A canção ficou nas paradas por apenas cinco semanas.

## Faixas
| Edição padrão |                                     |                                           |         |  |
| N.º           | Título                              | Compositor(es)                            | Duração |  |
| 1.            | "Why Me?"                           | Irene Cara, Keith Forsey, Giorgio Moroder | 4:38    |  |
| 2.            | "Breakdance"                        | Cara, Moroder, Bunny Hull                 | 3:26    |  |
| 3.            | "You Took My Life Away"             | Cara, Moroder                             | 3:53    |  |
| 4.            | "Receiving"                         | William Sandman                           | 3:42    |  |
| 5.            | "Keep On"                           | Arthur Barrow, Richie Zito                | 3:30    |  |
| 6.            | "The Dream (Hold on to Your Dream)" | Cara, Moroder, Pete Belotte               | 4:18    |  |
| 7.            | "Flashdance... What a Feeling"      | Cara, Forsey, Moroder                     | 3:55    |  |
| 8.            | "Romance '83"                       | Cara, Moroder                             | 4:00    |  |
| 9.            | "Cue Me Up"                         | Cara, Moroder                             | 3:25    |  |
| 10.           | "Talk Too Much"                     | Cara, Forsey, Moroder                     | 4:01    |  |
| 11.           | "You Were Made for Me"              | Cara, Eddie Brown                         | 3:53    |  |

| Faixas bônus do relançamento de 1997 |                                                |                |         |  |
| N.º                                  | Título                                         | Compositor(es) | Duração |  |
| 1.                                   | "Flashdance... What a Feeling" (rádio editado) |                | 3:57    |  |
| 2.                                   | "Why Me?" (12" mix)                            |                | 7:03    |  |
| 3.                                   | "Breakdance" (rádio editado)                   |                | 3:27    |  |
| 4.                                   | "The Dream (Hold on to Your Dream)"            |                | 4:49    |  |
| 5.                                   | "You Took My Life Away"                        |                | 3:53    |  |
| 6.                                   | "Keep On"                                      |                | 3:29    |  |
| 7.                                   | "Romance '83"                                  |                | 3:56    |  |
| 8.                                   | "Cue Me Up"                                    |                | 3:24    |  |
| 9.                                   | "Receiving"                                    |                | 3:42    |  |
| 10.                                  | "You Were Made for Me"                         |                | 4:21    |  |
| 11.                                  | "Talk Too Much"                                |                | 4:01    |  |
| 12.                                  | "Breakdance" (remix)                           |                | 5:26    |  |
| 13.                                  | "The Dream (Hold on to Your Dream)" (remix)    |                | 6:49    |  |
| 14.                                  | "Flashdance... What a Feeling" (remix)         |                | 7:09    |  |
| 15.                                  | "Flashdance... What a Feeling" (instrumental)  |                | 8:03    |  |

## Desempenho nas paradas
| Tabela musical (1983–1984)                    | Melhor posição |
| --------------------------------------------- | -------------- |
| Alemanha (Media Control Charts)               | 29             |
| Estados Unidos (Billboard 200)                | 77             |
| Estados Unidos (Billboard R&B/Hip-Hop Albums) | 45             |
| Noruega (VG-lista)                            | 12             |
| Suécia (Sverigetopplistan)                    | 3              |
| Suíça (Schweizer Hitparade)                   | 8              |